# Plocama crucianelloides
Plocama crucianelloides är en måreväxtart som först beskrevs av Hippolyte François Jaubert och Édouard Spach, och fick sitt nu gällande namn av Maria Backlund och Mats Thulin. Plocama crucianelloides ingår i släktet Plocama och familjen måreväxter. Inga underarter finns listade i Catalogue of Life.